# Morti nel 533
| Questa pagina contiene informazioni ricavate automaticamente dalle voci biografiche con l'ausilio del template Bio e di un bot. L'aggiornamento è periodico e automatico e ricostruisce completamente la pagina. Se manca una persona in questa lista, sei pregato di non aggiungerla, ma accertati piuttosto che la sua voce biografica contenga il template Bio e che i dati anagrafici siano correttamente compilati. Se il template Bio manca, inseriscilo tu stesso o, in alternativa, metti l'avviso {{tmp\|Bio}} che ne segnala la mancanza. Se i dati riportati sono sbagliati, correggi direttamente la voce biografica; le modifiche saranno visibili in questa lista entro pochi giorni. Per chiarimenti vedi il progetto biografie. La lista contiene solo le 8 persone che sono citate nell'enciclopedia e per le quali è stato implementato correttamente il template Bio. Pagina aggiornata al 10 giu 2025. |

- 1º gennaio - Fulgenzio di Ruspe, vescovo e santo berbero
- 13 gennaio - Remigio di Reims, arcivescovo e santo franco
- 1º luglio - Teodorico di Mont-d'Or, santo e abate franco (n. 512)
- 13 settembre - Ammato, condottiero vandalo
- 15 dicembre - Zazo, principe e generale vandalo (n. 489)
- Giovanni l'Armeno, generale bizantino
- Goda, funzionario vandalo
- Ilderico, sovrano vandalo